# Олбані (Луїзіана)
Олбані (англ. Albany) — селище (англ. village) в США, в окрузі Лівінґстон штату Луїзіана. Населення — 1235 осіб (2020).

## Географія
Олбані розташоване за координатами 30°30′10″ пн. ш. 90°35′5″ зх. д. / 30.50278° пн. ш. 90.58472° зх. д. (30.502645, -90.584752).  За даними Бюро перепису населення США в 2010 році селище мало площу 2,90 км², уся площа — суходіл.

## Демографія
Згідно з переписом 2010 року, у селищі мешкало 1088 осіб у 452 домогосподарствах у складі 276 родин. Густота населення становила 375 осіб/км².  Було 483 помешкання (166/км²).
Расовий склад населення:
| - 95,0 % — білих - 3,9 % — чорних або афроамериканців - 0,2 % — корінних американців - 0,1 % — азіатів |

До двох чи більше рас належало 0,8 %. Частка іспаномовних становила 1,9 % від усіх жителів.
За віковим діапазоном населення розподілялося таким чином: 27,0 % — особи молодші 18 років, 56,2 % — особи у віці 18—64 років, 16,8 % — особи у віці 65 років та старші. Медіана віку мешканця становила 36,9 року. На 100 осіб жіночої статі у селищі припадало 87,9 чоловіків;  на 100 жінок у віці від 18 років та старших — 84,2 чоловіків також старших 18 років.
Середній дохід на одне домашнє господарство  становив 57 070 доларів США (медіана — 40 990), а середній дохід на одну сім'ю — 74 695 доларів (медіана — 70 726). За межею бідності перебувало 11,5 % осіб, у тому числі 4,1 % дітей у віці до 18 років та 15,6 % осіб у віці 65 років та старших.
Цивільне працевлаштоване населення становило 664 особи. Основні галузі зайнятості: освіта, охорона здоров'я та соціальна допомога — 23,5 %, роздрібна торгівля — 22,1 %, будівництво — 13,0 %, виробництво — 8,9 %.